# Казвин

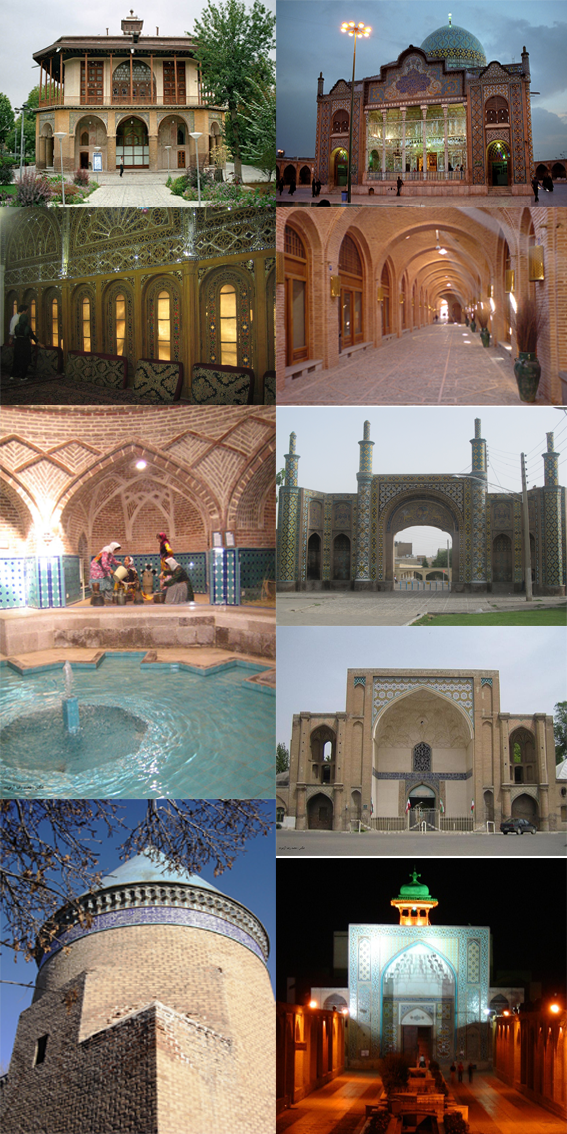
Достопримечательности Казвина

Казви́н (перс. قزوین‎, произношениео файле [ɢæzˈviːn]) — город на севере Ирана, административный центр и крупнейший город остана Казвин. Население — 331 тыс. человек. Важный центр текстильной промышленности — производство хлопка, шёлка, кожи. В пригородах Казвина расположена крупнейшая в Иране электростанция. Железнодорожная станция на ветке Тегеран — Тебриз.

## История
Об истории и топографии Казвина имеются сравнительно подробные сведения, так как из него происходил историк и географ XIV века Хамдаллах Казвини. Основателем города считается Шапур, сын Ардашира, родоначальника династии Сасанидов. Долгое время, даже при Аббасидах, был одним из пограничных пунктов Халифата, так как Дейлем, горная часть нынешнего Гиляна, не был завоеван арабами. Жители ещё в XIV веке оставались большей частью суннитами шафиитского толка и, по словам Хамдаллаха Казвини, никогда не подчинялись исмаилитам, главные твердыни которых находились непосредственно к северу от города, в местности Рудбар. Здесь было до 50 сильных крепостей; главными были Аламут и Меймундиз. При шахе Тахмаспе I (1524—1576) Казвин был некоторое время столицей империи Сефевидов. По отзывам путешественников XVII века, он не уступал ни одному городу Персии, кроме Исфахана.

## Достопримечательности
В городе Казвин везде можно видеть минареты, купола и мечети. «Жемчужиною» мечетей Казвина называют Соборная мечеть или по-персидски мечеть Джаме, которая является исключительно большой по размеру. Соборная мечеть — один из самых красивых и древних архитектурных памятников Казвина. Её здание было сооружено в форме четырёх веранд, а её архитектурный стиль — весьма широко был распространен во время ислама. По словам экспертов, эта уникальная мечеть с точки зрения давности и художественного искусства не имеет себе равной во всем государстве. Огромный, впечатляющий купол, исключительно красивые минареты, возвышенные веранды и прекрасные надписи подчеркивают важность этого выдающегося образца архитектуры времени Сельджукидов и Сефевидов.
Самая древняя часть мечети, которая, по одной версии, была построена в 718 г. н. э. Умаром ибн Абдуль-Азизом, а по другой — в 807 г. Харуном ар-Рашидом, сегодня получила известность в качестве «Арки Харуни». По словам специалистов по культурному наследию, Соборная мечеть Казвина представляет собой сокровищницу исторических надписей, стихов, прозы и орнаментов.
Мавзолей Хамдаллы Мостоуфи (род. в 1572 г.), знаменитого иранского историка, географа и поэта, который создал произведение под названием Тарих-и гозидэ («Избранная история»), географического «Низхат ал-кулуб» («Услада сердец») и стихотворной летописи «Зафар-намэ» («Книга победы»), является одним из самых великолепных и красивых зданий в Казвине, которое появилось в конце монгольской эпохи. Здание гробницы внизу имеет квадратную форму, а её покрытый изразцами купол — конусообразную. Внешний фасад купола украшен зелеными изразцами, а на подпорке купола великолепным почерком выполнены лепные аяты из Корана.
Одним из важнейших архитектурно-исторических памятников города Казвин и его символом является дворец Чэхэль-Сотун («Дворец сорока колонн»). Этот дворец был построен во время правления шаха Тахмаспа Сафави, когда он избрал Казвин своею столицею, и он на несколько десятилетий старше одноимённого дворца, находящегося в Исфахане. В настоящее время этот дворец превращен в музей каллиграфии, так как Казвин является одним из крупнейших иранских центров каллиграфии. Этот музей принимает посетителей с 9 утра до 18 вечера. Дворец Чэхэль-Сотун расположен на площади Азади (или Зелёной площади).
Ещё одна важная достопримечательность Казвина — городской исторический музей. Он расположен на той же самой площади Азади, восточнее от дворца Чэхэль-Сотун. В этом музее выставлены экспонаты, относящиеся к доисторической эпохе, доисламской истории, а также исламской истории. Многие из тех экспонатов были найдены в ходе археологических экспедиций по казвинской степи. Городской музей открыт для интересующихся туристов во все дни с 9 до 18.
Хаммам (баня) Каджаров — одна из самых больших и древних казвинских бань, где сегодня располагается Этнографический музей Казвина. Несмотря на своё имя, она была построена все-таки в Сефевидский период, одним из военачальников шаха Аббаса и обладает древностью более 400 лет. В бане Каджаров выставлены экспонаты из социальной истории Казвина по тематикам: народы и народности, традиции и обычаи, занятость людей. Эта баня расположена на улице Абида Закани и открыта для посетителей с 9 до 19—30 часов.
В Казвине находится также православная церковь Кантур, самая маленькая православная церковь в Иране (её название происходит от русского слова «контора»). Эта церковь была сооружена русскими во Второй мировой войне, она известна также под именем «Бордж-е Накус». Вход в церковь расположен в западной её части. Во внутреннем церковном дворе похоронены российский пилот и российский инженер. Под церковным куполом установлен православный крест.
В городе Казвин можно видеть десятки мечетей эпохи Сельджукидов, Сефевидов и Каджаров. Какие-то из них пользуются мировой славой благодаря своему архитектурному стилю. Кроме того, в городе и в его окраинах существуют многочисленные священные для шиитов места, куда совершают паломничество люди из разных концов страны. Там находятся, в частности, Мечеть «ан-Наби» и имамзаде Хусейна. Мечеть «ан-Наби» (араб.: «Пророк»), с точки зрения места расположения, величины, стиля, прочности фундамента и прекрасного вкуса, проявленного при его строительстве, признается одною из самых грандиозных мечетей Казвина. Эта мечеть была сооружена во время Сефевидов, а её реставрация была осуществлена во время Каджаров. Главную площадь мечети окружают большие шабестаны (молельни), использовавшиеся для проведения общих молитв или проповедей.
Священная гробница Имамзаде Хусейна, одного из правнуков основателя ислама Мухаммада, расположена в юго-восточной части Казвина. Грандиозное строение имамзаде Хусейна, представляющее собой яркий пример иранской исламской архитектуры, облицовки изразцами и отделки зеркалами, имеет очень большое значение в качестве туристической достопримечательности. Эта гробница очень почитается, и особенно в выходные дни её посещает множество паломников.
Рыночный комплекс Казвина с его интересной и старинной структурой является ещё одной достопримечательностью местной архитектуры. Базар Казвина служит культурно-историческим центром этого города, являясь одним из самых красивых и изобильных рынков в иранском государстве. История базара Казвин восходит к доисламской эпохе. Благодаря своей выдающейся красоте он привлекает внимание как местных, так и иностранных туристов. Комплекс базаров Казвина расширился в эпоху Сефевидов. Каждый рынок предназначен для определённого ремесла и соединяется с другими рынками посредством переправ. В разных частях базара существуют мечеть, баня, сараи, крытые пассажи и один торговый ряд. Крытые базары являются местом купли-продажи, а торговый ряд — местом, где работают ремесленники. Поэтому сочетавшиеся сложным образом архитектурные элементы базара Казвин образовали религиозно-торговый комплекс, исходящий из экономических, социальных и культурных потребностей местного населения. В строении базара Казвин употреблены украшения из покрытого глазурью кирпича, изразца и лепные украшения, которые придают особую прелесть зданиям. На базаре Казвина существуют арки и купола, в потолке которых проделаны отверстия для освещения и проветривания, увеличивающие красоту базара.
Одна из самых красивых и примечательных мечетей Казвина — Зелёная мечеть, сооруженная в период власти Каджаров. Она находится на улице Моуляви в квартале Ахунд. Мечеть была возведена Хаджи-Юсуфом Казвини в 1884 г. В настоящее время у неё нет двора; она обладает одною молельнею с шестью колоннами, расположенною в центре мечети. На её входе можно видеть надписи (стихи, время строительства и имя строителя). В 2002 г. мечеть была внесена в Список национальных культурных памятников страны.

## Известные уроженцы

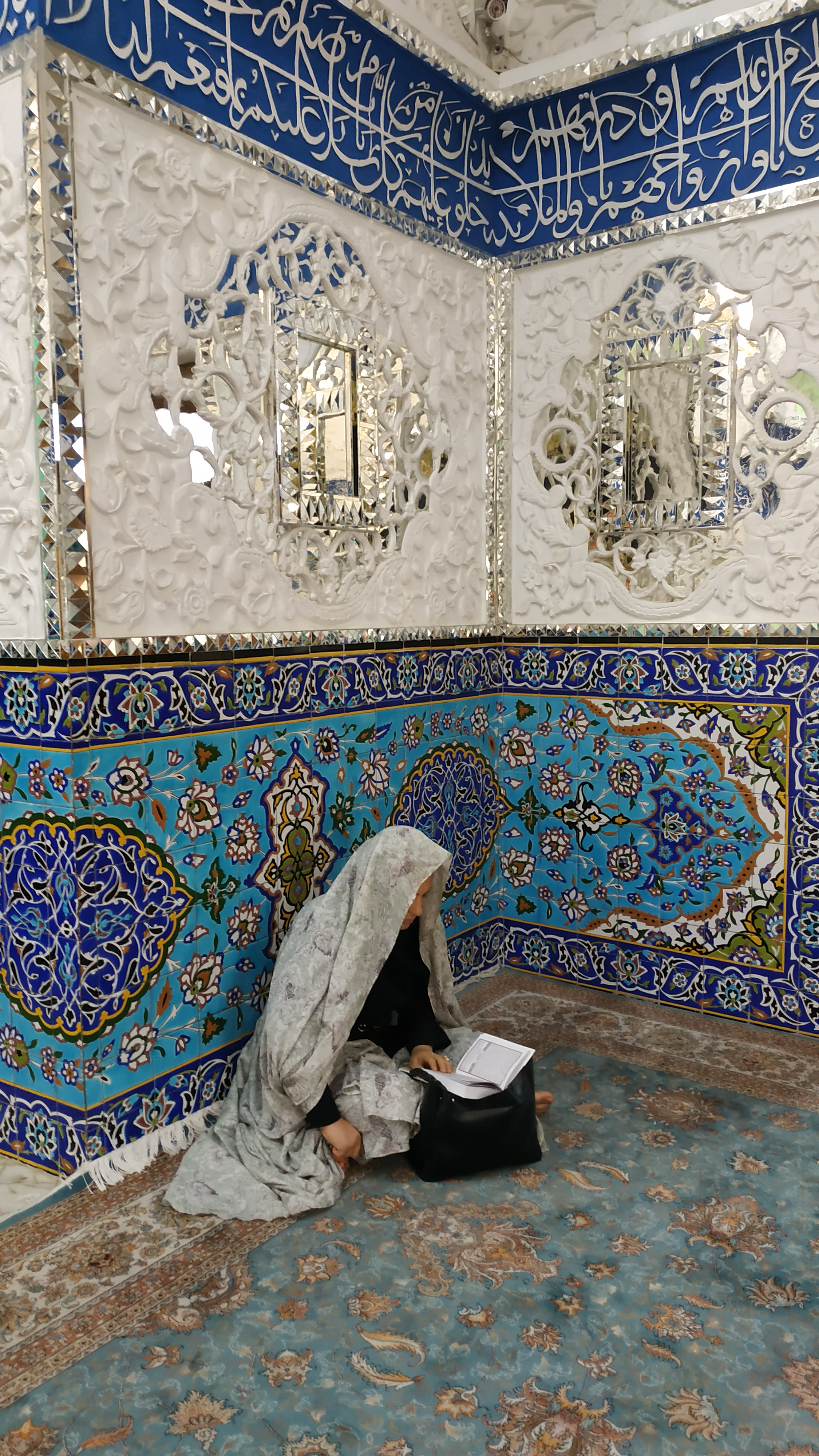
Казвин.

- Ареф Казвини
- Тахире Куррат-уль-Айн

## Города-побратимы
- Бишкек, Кыргызстан[7]